# キリストの洗礼 (チーマ)
『キリストの洗礼』（キリストのせんれい、伊: Il Battesimo di Cristo, 英: The Baptism of Christ）は、イタリアのルネサンス期のヴェネツィア派の画家チーマ・ダ・コネリアーノが1492年から1494年に制作した祭壇画である。油彩。『新約聖書』の福音書で言及されているヨルダン川でのイエス・キリストの洗礼を主題としている。ヴェネツィアのサン・ジョヴァンニ・イン・ブラゴラ教会の主祭壇画として制作された。ヴェネツィアの教会に現存する最古の祭壇画の1つであり、現在も同教会に所蔵されている。

## 主題
イエス・キリストの洗礼は『新約聖書』「マタイによる福音書」3章、「マルコによる福音書」1章、「ルカによる福音書」3章、「ヨハネによる福音書」1章で言及されている。それによると、洗礼者ヨハネはラクダの毛皮を身にまとい、蝗と蜜を食べながら荒野で暮らし、イスラエル全土から訪れた人々の罪の告白を聞き、ヨルダン川で洗礼を行った。のちにイエスが洗礼を受けに訪れると、洗礼者ヨハネは自分こそがあなたから洗礼を受けるべきであると言ったが、イエスに乞われたため、ヨハネはイエスに洗礼を行った。洗礼を受けたイエスは、天が割れて鳩の姿をした聖霊が自身の上に舞い降りるのを見た。またイエスは天から「これはわたしの愛する子であり、わたしの心に適う者である」という声が響くのを聞いた。

## 制作経緯
本作品は1492年12月8日に、教区司祭クリストフォロ・リッツォ（Cristoforo Rizzo）によって発注された。これはチーマ・ダ・コネリアーノがヴェネツィアに移って最初に得た公的発注の1つであった。またヴェネト地方で活動したスイス出身の建築家・彫刻家のセバスティアーノ・ダ・ルガーノに祭壇額が発注された。祭壇画は1492年から1494年にかけて制作され、報酬は1495年7月まで支払われた。

## 作品

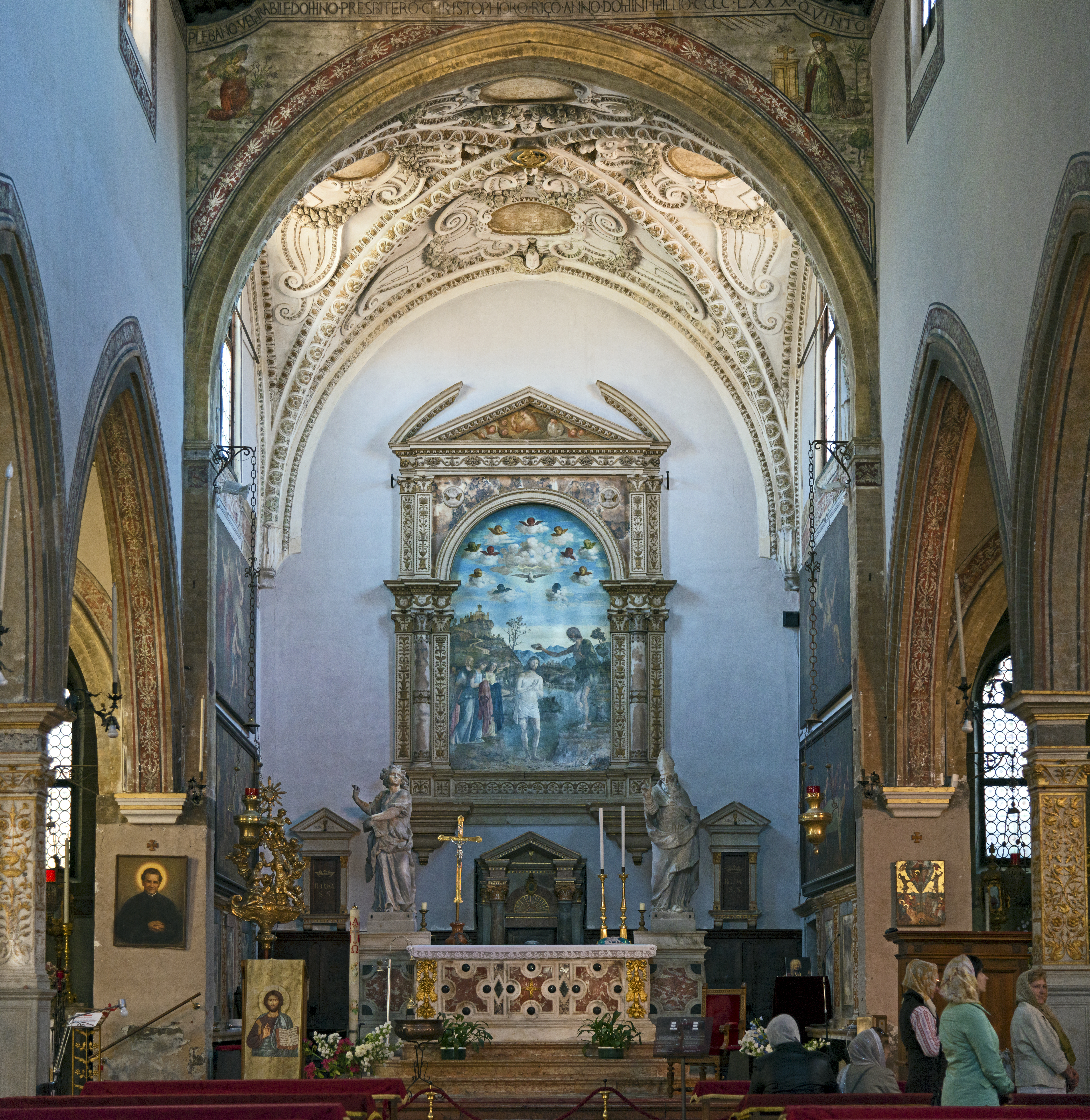
主祭壇に設置された絵画。

チーマ・ダ・コネリアーノは洗礼者ヨハネから洗礼を受けるキリストを描いている。構図の中心を占めるのはキリストであり、ヨルダン川の澄んだ浅瀬の中に両手を合わせながら立ち、画面右側の岸辺に立っている洗礼者ヨハネがキリストの頭上に洗礼杯の水を注いでいる。画面左側の岸辺では3人の天使が洗礼を見守っており、キリストの衣服を持っている。上空では白い鳩の姿をした聖霊が正面を向いてキリストの真上を飛翔している。またその周囲を色鮮やかなケルビムたちが囲んでいる。洗礼のシーンを包む澄みわたる空気は穏やかな平和の感覚を伝えており、画面右から差し込む夜明けの光はキリストの調和のとれた身体を明るく照らし出すとともに、影に包まれた洗礼者ヨハネの顔と洗礼杯を持った右腕を際立たせている。
チーマは構図の中で大規模な風景を使用した最初の画家の1人である。チーマは慣れ親しんだピアーヴェ渓谷の風景をヨルダン渓谷として描いている。風景は様々な細部で満ち溢れている。ヨルダン川は山間の渓谷を流れており、渡し守が舟を漕いで川を渡っている。画面左には山頂に城砦へと続く道を馬に騎乗した騎士が歩いている。山の中腹では羊飼いがバグパイプを鳴らしながら羊の世話をしている。チーマは自然主義的な風景のディテールを、単なる装飾的な意図だけではなく、象徴的な意図を持って描いたと考えられている。例えば洗礼者ヨハネが立っている画面右の川岸に配置された新芽が萌え出ている木の切り株はおそらくキリストの復活を象徴している。またキリストの背後に生えている柳はおそらく悲しみを象徴している。チーマは三位一体の神秘を巧みに表現している。彼は父なる神を擬人化して描く代わりに『旧約聖書』でイスラエルの民が主の栄光を目撃した際に頻出する雲のイメージに依拠して、雲の中から光線とともに聖霊が降臨する様を描いている。
ジョヴァンニ・ベッリーニがヴェネツィアのサンタ・コロナ教会のために制作した『キリストの洗礼』（Il Battesimo di Cristo, 1500年–1502年）は本作品の構図と非常によく似ており、チーマの作品に影響を受けて制作された可能性がある。

## 来歴
祭壇画はもともと壁のかなり低い位置に設置され、のちにマニエリスム様式の大理石のペディメントが追加された。祭壇画は1988年に教会が修復された際に、ワールド・モニュメント財団およびゲティ財団から資金援助を受け、保存修復家アントニオ・ビゴリン（Antonio Bigolin）よって修復された。この修復により過去の塗り直しと古いワニスが除去され、良好な保存状態であることが判明した。1999年にはセーブ・ヴェネツィアによって追加の保全が行われた。

## ギャラリー

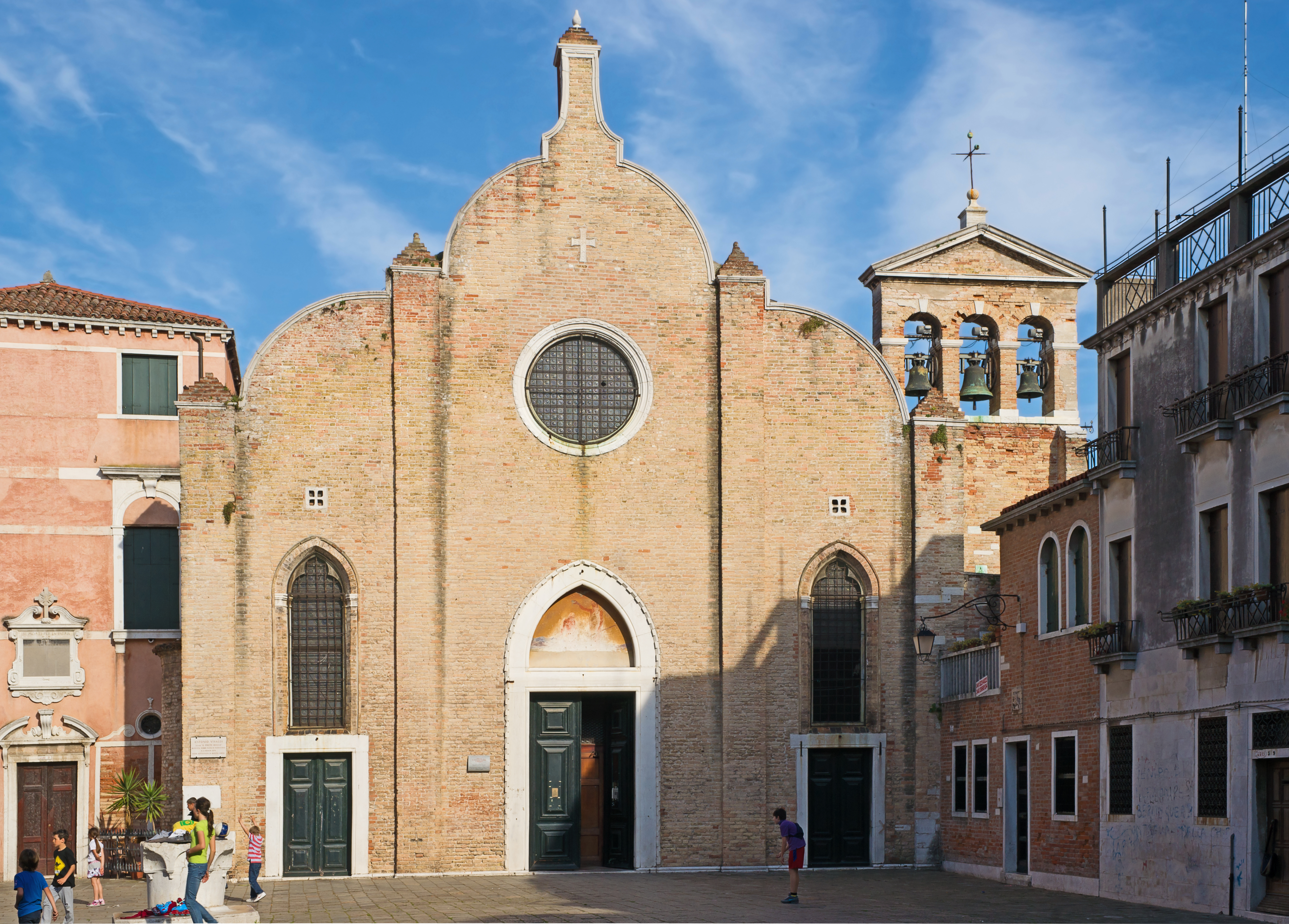
サン・ジョヴァンニ・イン・ブラゴラ教会（英語版）のファサード
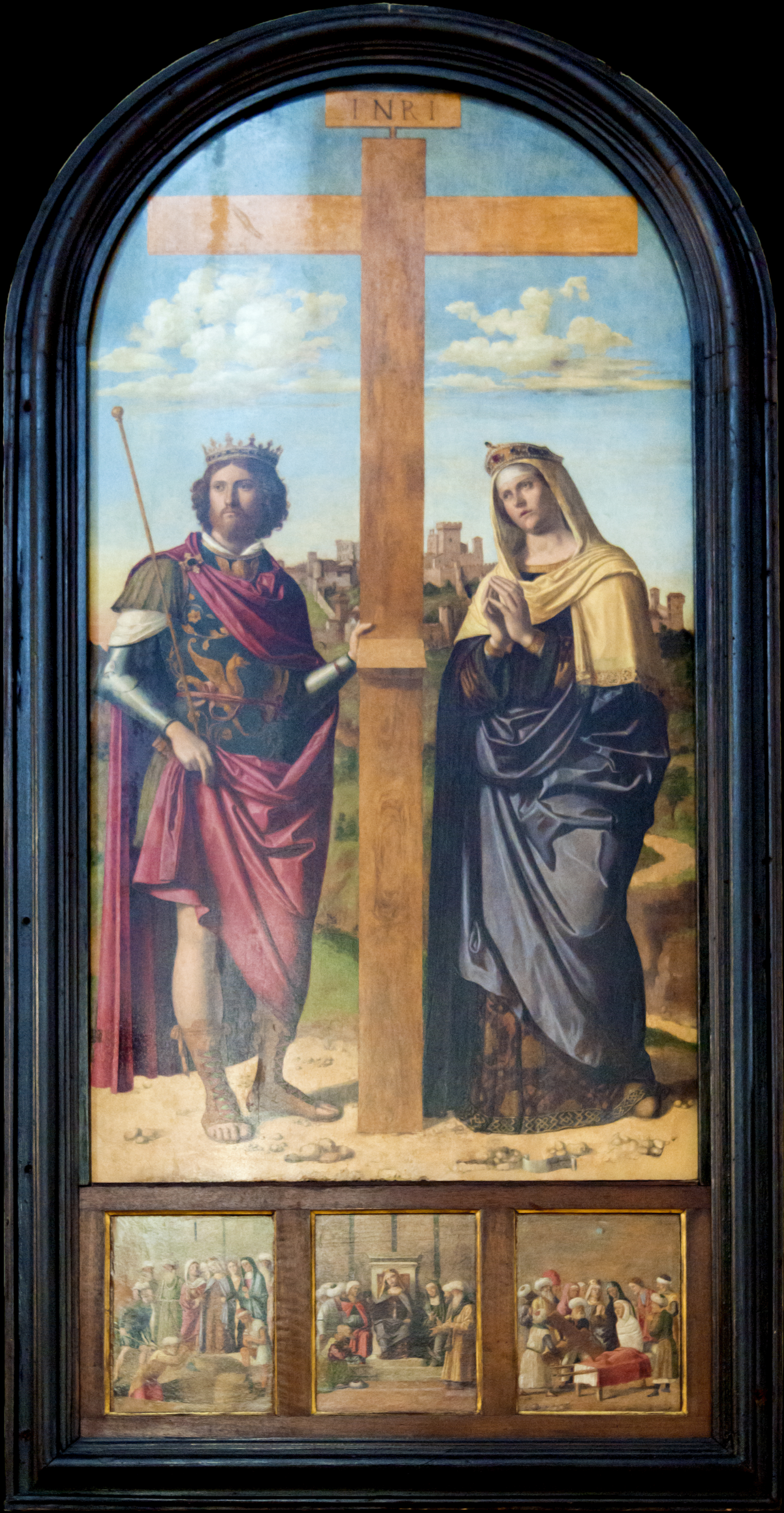
チーマ・ダ・コネリアーノ『十字架と聖エレナ，聖コンスタンティン』同教会所蔵
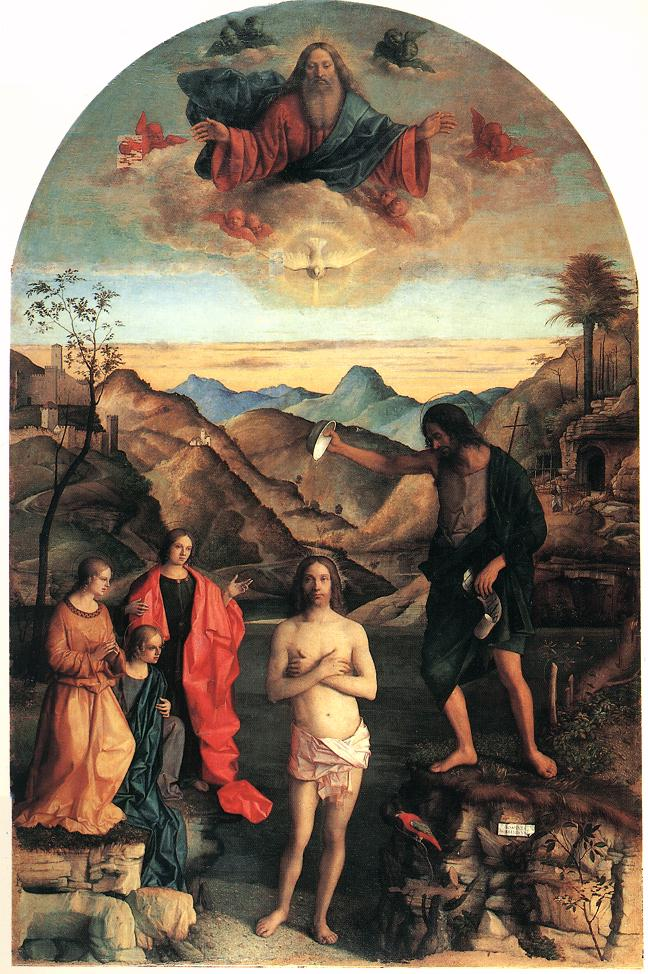
ジョヴァンニ・ベッリーニ『キリストの洗礼』1500年–1502年 サンタ・コロナ教会（英語版）所蔵